# ハン・ヒョジュ
ハン・ヒョジュ（朝: 한효주、1987年2月22日 - ）は、韓国の女優、モデル。所属事務所は韓国ではBHエンターテインメント、日本ではフラーム。韓国を代表する国民的女優の1人であり、テレビ界と映画界を共に第一線で活躍される俳優として知られている。
2006年にユン・ソクホ監督の季節シリーズ完結編『春のワルツ』の主役に抜擢され、シンデレラと呼ばれた。2009年には、主演テレビドラマ『華麗なる遺産』が最高視聴率47.1%を記録し、世間に名前を広く知られる。さらに2010年にはイ・ビョンフン監督による全60話の時代劇、『トンイ』の主演を務めた。これも30％超えの高視聴率をとり、国内だけでなくアジア中で人気を博した大ヒット作となった。『トンイ』は日本でもNHKで放送され、多くの視聴者に愛された大ヒットドラマである。
その他、主なテレビ出演作品にはイ・ジョンソクとダブル主演を務めた『W-君と僕の世界-』（2016年）がある。2019年には『ボーン』シリーズに基づいた米テレビドラマ『トレッドストーン』に出演し、ハリウッドデビューを果たした。
主な映画出演作品には、『ただ君だけ』（2011年）、『王になった男』（2012年）、『監視者たち』（2013年）、『ビューティ・インサイド』（2015年）がある。日本映画の出演作は『MIRACLE デビクロくんの恋と魔法』（2014年）と『太陽は動かない』（2021年）がある。
清純派女優として知られている一方、演技派としても知られており、数々の演技賞を受賞している。韓国の三大演技大賞である、百想芸術大賞、青龍映画賞、大鐘賞（「韓国のアカデミー賞」）にて全ての主演女優賞を受賞したことがある。

## 来歴

### 生い立ち
- 忠清北道清州市で、父親は空軍将校、母親は小学校教師という家庭に生まれた。
- 幼少期から運動神経が優れており、陸上競技が得意だった。
- 若い頃の夢は多く、母親のような教師になりたかったが、詩学や獣医学、動物の訓練にも興味を持っていた。
- 芸能界に憧れ、厳しくて保守的な父親の反対にもかかわらず高校2年生の時にひとりでソウルへ上京した。
- その後は2005年に演劇映像学科の名門である東国大学へ進学。2010年に卒業。

### デビュー・女優活動
- 偶然、インターネットで応募した衣料ブランドのモデルに抜擢され、芸能界に入ることになった。
- ドラマデビュー作は2005年の『ノンストップ5』。元々は1話のみのゲスト出演だったが、視聴者の反応が想像以上に良かったため、メインキャストに昇格された。
- 2006年上半期にユン・ソクホ監督の季節シリーズ完結編『春のワルツ』の主演を射止めた。ユン監督がハン・ヒョジュを抜擢するにいたった経緯については、インターネットでヒョジュの写真を見て、その子供のような純真さと神秘的な感受性が役にぴったりだと判断したためと伝えられている。当時ドラマや映画活動をほとんどしていない新人の大抜擢は異例で、世間を驚かせたものの視聴率はあまり伸びなかった。しかしこのドラマを通して彼女の演技力は確実に鍛えられた。
- 2007年には連続テレビ小説『空くらい地くらい』に出演。出演を決めた理由は「毎日テレビに出ている姿を見れたらお婆さんが喜びそうだから」と語っている。
- 2009年には、主演したテレビドラマ『華麗なる遺産』が高視聴率[3]となった他、三星（サムスン）のカメラCMではセクシーダンスを公開した。
- 2009年、コンセプトアルバム『Love Tonic』にナレーションやAs Oneの『Break Up』にPV出演という形で参加した。
- 2010年、Grand MINT FESTIVAL用に『Don't You Know』という曲をNo Replyとともに歌唱し、PV撮影等を行った。
- 2010年にイ・ビョンフン監督による『トンイ』の主演を務めた。
- 2011年以降は軸足を映画に移し、様々な作品で主演やヒロインを務めた。
- 2013年11月、映画『監視者たち』で、韓国で最も権威のある青龍映画賞・主演女優賞を受賞した。
- 2014年11月に『MIRACLE デビクロくんの恋と魔法』にて日本映画初出演を果たし、ヒロイン役を演じた。
- 2016年にテレビドラマ『W-君と僕の世界-』に出演し、ヒロイン役を演じる[4]。テレビドラマの出演としては『トンイ』以来、6年ぶりの出演となった。
- 2019年には、米テレビドラマ『トレッドストーン』に出演し、ハリウッド進出を果たした。
- 2021年に『太陽は動かない』にて2回目の日本映画出演を果たした。
- 2021年、テレビドラマ『ハピネス』に出演。テレビドラマの出演としては『W-君と僕の世界-』以来、5年ぶりの復帰となる。

### 日本国内におけるマネージメント契約
- 2011年10月、日本の芸能事務所フラームと日本国内のマネージメント専属契約を結ぶ[5]。

## 人物

### 人物像
- 身長170cm[1][6]、体重48kg[6]、血液型A型[6]。東国大学校演劇映画科卒業。
- 韓国語、日本語、英語の３ヶ国語を喋れるトリリンガルである。
- 国民的清純派女優とされ、韓国でインターネット世論調査が行われた際、「嫁として連れてきてほしい女優」の第1位。
- 趣味は、映画・音楽鑑賞、ピアノ、歌練習、演技練習、文を書くこと。
- 特技は、口演童話、ピアノ、文を書くこと、競走、剣道。
- 日本映画のファンであり、そのために日本語も学んだ。
- 好きな日本の映画監督は岩井俊二と犬童一心。岩井とは対談を行ったことがあり、また犬童の映画『MIRACLE デビクロくんの恋と魔法』にはヒロイン役として出演している。
- 共演してみたい俳優は、蒼井優、上野樹里、宮崎あおい。上野樹里とは2015年公開の映画『ビューティー・インサイド』で共演が実現している。
- 2017年9月より公式Instagramを開始。

### 家族
- 家族は、父母と弟が一人。
- 父親は予備役空軍少佐で、現在は軍関連事業をしている模様。保守的かつ厳格で、ヒョジュの芸能界入りには反対したと伝えられている[7]。
- 母親は小学校教師から後に公立学校の視学官[8]。「尊敬する人： 母親」。
- 子供時代は結構おてんばで、スポーツ、特に陸上競技が好きだった。子供時代の名前はジヨンだったが、後にヒョジュと改名。

### 仕事
- 『春のワルツ』の撮影中、自分の演技に自信がなくなり、カメラが怖くなるほどであった。キム・ヘスクに「それさえ克服すればいい女優になれるのよ」と助言されて、その言葉が支えとなった。
- 『トンイ』撮影終了後に、共演したチ・ジニがインタビューで「ドラマの見どころはトンイがいかに成長していくかですが、演じるヒョジュさん自身もこのドラマを通してどんどん成長して、素晴らしい女優さんに変身していきました」と語った。
- 『王になった男』で共演したイ・ビョンホンが「撮影中に一度お酒を飲みに行ったのですが…お酒が凄く強い」と語った。
- 日本映画『マイ・バック・ページ』の韓国での上映にあたり、バリアフリー版音声解説のレコーディングに参加。これをきっかけとして、バリアフリー映画の広報大使を引き受けている（バリアフリー映画とは、視聴覚障害者が非障害者と一緒に映画を見ることができるように、画面の音声解説や字幕を入れた映画のこと）。

## 出演

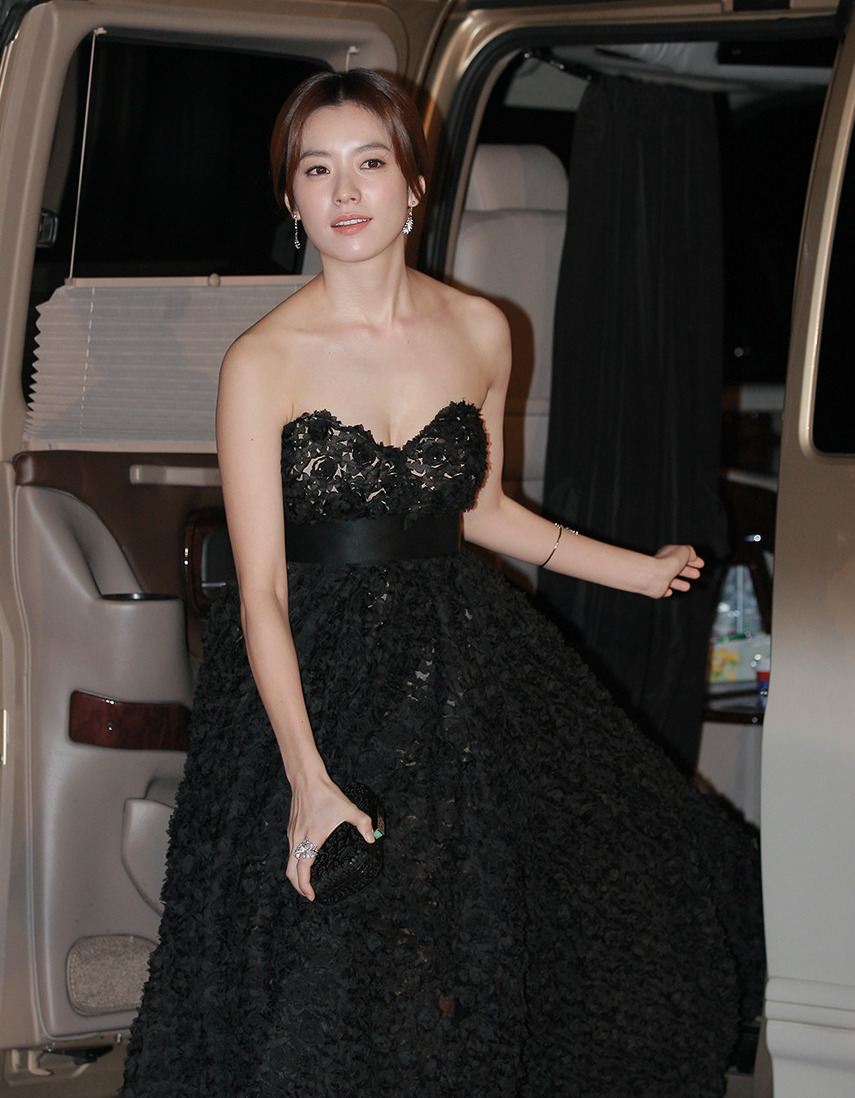
主演女優賞を受賞した第34回青龍映画賞にて（2013年）

主演作は太字。

### 映画
| 公開 | 作品                                  | 配役             | 備考                           |
| ---- | ------------------------------------- | ---------------- | ------------------------------ |
| 2006 | マイ・ボス マイ・ヒーロー2 リターンズ | ユ・ミジョン     |                                |
| 2006 | アドリブ・ナイト                      | イ・ポギョン     |                                |
| 2008 | 走れ自転車                            | イム・ハジョン   | ☆エンディング曲作詞・歌唱      |
| 2008 | 素晴らしい一日                        | バス停留所の女   | カメオ出演                     |
| 2009 | テレシネマ7 天国への郵便配達人        | チョ・ハナ       |                                |
| 2011 | ただ君だけ                            | ハ・ジョンファ   | [ 9 ]                          |
| 2012 | 王になった男                          | 王妃             | [ 10 ] [ 11 ] [ 12 ]           |
| 2012 | ファイヤー・ブラスト 恋に落ちた消防士 | コ・ミス         | [ 13 ] [ 14 ] [ 15 ] [ 16 ]    |
| 2013 | 監視者たち                            | ハ・ユンジュ     | [ 17 ] [ 18 ] [ 19 ] [ 20 ]    |
| 2014 | セシボン                              | ミン・ジャヨン   | [ 21 ] [ 22 ] [ 23 ] [ 24 ]    |
| 2014 | MIRACLE デビクロくんの恋と魔法        | テ・ソヨン       | ☆日本映画                      |
| 2014 | 妙香山館                              | オヨウンラン     | ☆短編芸術映画 (ノーギャラ出演) |
| 2015 | ビューティー・インサイド              | ホン・イス       | [ 28 ] [ 29 ] [ 30 ]           |
| 2016 | 愛を歌う花                            | チョン・ソユル   | [ 31 ] [ 32 ] [ 33 ]           |
| 2018 | ゴールデンスランバー                  | チョン・ソニョン | [ 34 ] [ 35 ] [ 36 ] [ 37 ]    |
| 2018 | 人狼                                  | イ・ユニ         | [ 38 ] [ 39 ] [ 40 ] [ 41 ]    |
| 2021 | 太陽は動かない                        | AYAKO            | ☆日本映画                      |
| 2022 | パイレーツ                            | ヘラン           |                                |
|      | 20世紀のキミ                          | 現在のボラ       |                                |
| 2023 | 毒戦2                                 | クンカル         |                                |

### テレビドラマ
| 放映 | 作品             | 配役              | 放送局          | 備考                                                                                              |
| ---- | ---------------- | ----------------- | --------------- | ------------------------------------------------------------------------------------------------- |
| 2004 | ノンストップ5    | ハン・ヒョジュ    | MBC             |                                                                                                   |
| 2006 | 春のワルツ       | パク・ウニョン    | KBS             |                                                                                                   |
| 2007 | 空くらい地くらい | ソク・ジス        | KBS             |                                                                                                   |
| 2008 | イルジメ〜一枝梅 | ピョン・ウンチェ  | SBS             |                                                                                                   |
| 2009 | 華麗なる遺産     | コ・ウンソン      | SBS             |                                                                                                   |
| 2009 | Soul Special     | チン・ミア        | KBS             | ☆5分×12エピソードからなるインターネットドラマ ☆OST収録曲「Sudden Burst of Tears feat. Gan-D」歌唱 |
| 2010 | トンイ           | トンイ / 淑嬪崔氏 | MBC             |                                                                                                   |
| 2016 | W-君と僕の世界-  | オ・ヨンジュ      | MBC             | [ 45 ] [ 46 ] [ 47 ] [ 48 ] [ 49 ]                                                                |
| 2019 | トレッドストーン | パク・ソユン      | USAネットワーク | ☆原題：『Treadstone』                                                                             |
| 2021 | ハピネス         | ユン・セボム      | tvN             | [ 50 ]                                                                                            |
| 2023 | Moving           | イ・ミヒョン      | Disney＋        |                                                                                                   |
| 2024 | 支配種           | ユン・ジャユ      | Disney＋        |                                                                                                   |
| 2025 | 匿名の恋人たち   | イ・ハナ          | Netflix         | [ 51 ]                                                                                            |

### ミュージック・ビデオ
| 年     | アーティスト               | タイトル                         |
| ------ | -------------------------- | -------------------------------- |
| 2004年 | Simply Sunday              | 愛してます                       |
| 2005年 | ポジション                 | あなたがこの世界にいることだけで |
| 2005年 | EPIK HIGH                  | paris                            |
| 2006年 | U                          | 離別は                           |
| 2006年 | ラブホリック               | One Love                         |
| 2009年 | イ・ウサン                 | 男はみんな同じ                   |
| 2009年 | As One                     | 別れて                           |
| 2010年 | Daybreak                   | ポップコーン                     |
| 2010年 | ハン・ヒョジュ ＆ No Reply | Don't you know                   |

### CM
| 年          | 企業・会社                             | 共演                                                                           | 参考          |
| ----------- | -------------------------------------- | ------------------------------------------------------------------------------ | ------------- |
| 2005        | ピザハット                             | イ・ヨニ                                                                       |               |
| 2005        | ゴンスト                               |                                                                                |               |
| 2006        | グリーンタイム                         | チュ・ジフン                                                                   | [ 52 ]        |
| 2006        | Ellegirl                               |                                                                                |               |
| 2006        | クレンシア                             | チョ・インソン                                                                 |               |
| 2006        | エンプラニ化粧品                       |                                                                                |               |
| 2006        | 禁煙広告                               |                                                                                |               |
| 2006        | CYOU                                   |                                                                                |               |
| 2008        | マキシム                               | チョ・インソン                                                                 |               |
| 2008        | 交通守るキャンペーン                   | チョン・ジュノ                                                                 |               |
| 2008        | 大韓航空                               |                                                                                |               |
| 2009        | バスキン・ロビンス                     |                                                                                |               |
| 2009        | Viki                                   |                                                                                |               |
| 2009        | 農心                                   |                                                                                |               |
| 2009 - 2012 | サムスン電子                           | ナオル（2010年） イ・ジェフン（2011年 - 2012年）                               | [ 53 ]        |
| 2009 - 2015 | LG生活健康                             |                                                                                |               |
| 2010        | ピングレ                               |                                                                                |               |
| 2010        | 人口住宅総調査                         | チ・ジニ                                                                       |               |
| 2010 - 2011 | 三千里自転車                           |                                                                                |               |
| 2010 - 2011 | ロッテカード                           |                                                                                |               |
| 2010 - 2011 | MKグループ                             |                                                                                |               |
| 2011        | 国税庁                                 | ファン・ジョンミン                                                             |               |
| 2011        | バレンタイン                           |                                                                                |               |
| 2011 - 2012 | コーロンインダストリーFnC部門          | パク・ユファン                                                                 |               |
| 2011 - 2012 | ロッテキシリトール                     |                                                                                |               |
| 2012        | 広東製薬                               |                                                                                |               |
| 2012        | デジタルケーブルVOD                    | ヤン・ジュンヒョク、チェ・ヒョジョン                                           |               |
| 2012 - 2015 | ブラックヤク                           | チョ・インソン                                                                 |               |
| 2013        | モバイルモーニング                     |                                                                                |               |
| 2013        | グッドダウンローダーキャンペーン       | パク・チュンフン、アン・ソンギ、ユ・ジテ、チャ・テヒョン・ペ・スジ、イ・ヒョヌ |               |
| 2013 - 2014 | アキュビュー（ジョンソン＆ジョンソン） | ソン・ジュンギ（2013年）                                                       |               |
| 2014        | T Station                              |                                                                                |               |
| 2014        | 新世界百貨店                           | イ・ビョンホン、リュ・スンニョン                                               |               |
| 2015 - 2017 | LG生活健康                             |                                                                                |               |
| 2016 - 2017 | サムソナイト                           |                                                                                |               |
| 2016 - 2017 | ビス                                   | ハ・ソクジン                                                                   |               |
| 2016 - 2017 | Folli Follie                           |                                                                                | [ 54 ] [ 55 ] |
| 2016 - 現在 | テバン建設                             |                                                                                |               |
| 2017        | Thine                                  | キム・オクビン                                                                 |               |
| 2018        | 済州特別自治道                         |                                                                                |               |
| 2018 - 2019 | 新世界グループ                         | パク・ソジュン                                                                 |               |
| 2019        | ジェイエムソリューション               | イ・ビョンホン、キム・ゴウン                                                   |               |
| 2021        | FromBIO                                |                                                                                |               |
| 2022        | MOJO.S.PHINE                           |                                                                                |               |

## 書籍・写真集

### 写真集
- 2014年 『ハン・ヒョジュ 1st フォトブック ひざしのほうへ』（ハン・ヒョジュのエッセイ集、およびDVD付き） 
  - 発行：ぴあ
  - 撮影：丸谷嘉長
  - ISBN 978-4835618838
- 2016年 『ハン・ヒョジュのすべて』（グラビアと全作品解説＆インタビューからなる1冊） 
  - 発行：ぴあ
  - 撮影：丸谷嘉長
  - ISBN 978-4835629728

### 雑誌
- 「COSMO BEAUTY」2012年2月号[56]
- 「VOGUE KOREA」2012年9月号[57]
- 「marie claire」2013年1月号[58]
- 「ELLE」2013年1月号[59]
- 「VOGUE girl」2013年3月号[60]
- 「AJ」日本雑誌[61]
- 「HIGH CUT」104号[62]
- 「ELLE」2013年7月号[63]
- 「InStyle」2013年9月号[64]
- 「Harper's BAZAAR」2014年9月号[65]
- 「ELLE」2016年4月号[66]
- 「GRAZIA」2016年4月2号[67]
- 「Style CHOSUN」2016年5月号[68]
- 「GRAZIA」2016年7月号[69]
- 「InStyle」2016年8月号[70][71]
- 「GRAZIA」2016年9月号[72]
- 「DAZED＆CONFUSED」2016年11月号[73][74]
- 「GRAZIA」2016年11月号[75]
- 「marie claire」2017年5月号[76]
- 「韓国ぴあ」2017年7月号[77]
- 「InStyle」2017年7月号[78][79]
- 「Harper's BAZAAR」2017年10月号[80]
- 「Instyle」2018年1月号[81]
- 「Harper's BAZAAR」2018年9月号[82]
- 「Harpers BAZAAR Korea」2019年4月号[83]
- 「Harper's BAZAAR」2019年10月号[84]
- 「Haper's BAZAAR」2021年10月号[85]

## 受賞歴

### 受賞
- 2003年「第9回ミス・ピングレ選抜大会大賞」
- 2006年「第26回韓国映画批評家協会 新人女優賞」（『アドリブ・ナイト』）
- 2007年「第20回シンガポール国際映画祭 主演女優賞」（『アドリブ・ナイト』）
- 2007年「KBS演技大賞 女性人気賞」（『空くらい地くらい』）
- 2007年「KBS演技大賞 ベストカップル賞 with パク・ヘジン」（『空くらい地くらい』）
- 2008年「第1回大韓民国ジュエリーアワード 真珠賞」（『アドリブ・ナイト』）
- 2008年「空軍を輝かせた人物 協力部門」
- 2008年「SBS演技大賞 ニュースター賞」（『イルジメ〜一枝梅』）
- 2009年「SBS演技大賞 特別企画演技賞」（『華麗なる遺産』）
- 2009年「SBS演技大賞 ベストカップル賞 with イ・スンギ」（『華麗なる遺産』）
- 2009年「SBS演技大賞 10大スター賞」（『華麗なる遺産』）
- 2009年「第3回M.net 20's choice hotドラマスター賞」（『華麗なる遺産』）
- 2009年「第4回アンドレ・キム ベストスター アワードスター賞」（『華麗なる遺産』）
- 2010年「第5回ソウルドラマアワーズ 韓流部門主演女優賞」（『トンイ』）
- 2010年「第5回コリアドラマフェスティバル 女性主演演技賞」（『トンイ』）
- 2010年「MBC演技大賞 大賞」（『トンイ』）
- 2010年「MBC演技大賞 女性人気賞」（『トンイ』）
- 2011年「第47回百想芸術大賞 TV部門最優秀演技賞」（『トンイ』）
- 2011年「香港有線人気ドラマ授賞式 女性主人公賞」（『トンイ』）
- 2013年「第34回青龍映画賞 主演女優賞」（『監視者たち』）[86][87][88]
- 2013年「釜日映画賞 主演女優賞」（『監視者たち』）[89]
- 2015年「スターの夜 - 大韓民国トップスター賞授賞式 大韓民国トップスター賞」（『ビューティー・インサイド』）[90]
- 2016年「MBC演技大賞 ミニシリーズ部門女性最優秀演技賞」（『W - 君と僕の世界 - 』）[91]
- 2016年「MBC演技大賞 ベストカップル賞 with イ・ジョンソク」（『W - 君と僕の世界 - 』）[92][93]
- 2016年「第5回アジア太平洋スター・アワード 中編ドラマ女性最優秀演技賞」（『W - 君と僕の世界 - 』）[94][95]

### ノミネート
- 2006年「KBS演技大賞 新人女優賞」（『春のワルツ』）
- 2007年「KBS演技大賞 新人女優賞」（『空くらい地くらい』）
- 2010年「第46回百想芸術大賞 TV部門最優秀女優賞」（『華麗なる遺産』）
- 2010年「MBC演技大賞 最優秀女優賞」（『トンイ』）
- 2011年「第47回百想芸術大賞 TV部門人気女優賞」（『トンイ』）
- 2013年「第49回百想芸術大賞 映画部門最優秀女優賞」（『ファイアーブラスト 恋に落ちた消防士』）[96]
- 2013年「第33回韓国映画評論家協会賞 最優秀女優賞」（『監視者たち』）
- 2014年「第8回アジア・フィルム・アワード 主演女優賞」（『監視者たち』）
- 2015年「第36回青龍映画賞 最優秀女優賞」（『ビューティー・インサイド』）[97]
- 2015年「第52回大鐘賞 最優秀女優賞」（『ビューティー・インサイド』）
- 2016年「第11回マックス映画賞 最優秀女優賞」（『ビューティー・インサイド』）
- 2016年「第25回釜日映画賞 最優秀女優賞」（『ビューティー・インサイド』）
- 2016年「第52回百想芸術大賞 映画部門最優秀女優賞」（『ビューティー・インサイド』）[98]
- 2016年「第5回APANスターアワード ベストカップル賞 with イ・ジョンソク」（『W - 君と僕の世界 - 』）[99]
- 2016年「MBC演技大賞 大賞」（『W - 君と僕の世界 - 』）[100]
- 2018年「第27回釜日映画賞 人気スター賞」

## 広報大使
- 2007年9月 忠北教育庁 広報大使
- 2007年10月 韓国空軍 広報大使
- 2010年7月 GMF(グランドミントフェスティバル) 広報大使
- 2010年7月28日 G20ソウル首脳会議 広報大使
- 2010年7月 人口住宅総調査 広報大使
- 2010年11月 デザイン・コリア 広報大使
- 2011年3月 韓国国税庁 広報大使
- 2011年12月 Nets Go 広報大使
- 2012年11月 バリアフリー映画フォーラム 広報大使
- 2013年6月 仁川障害者アジア大会 広報大使